# Gerbillus dunni
Gerbillus dunni és una espècie de mamífer rosegador de la família dels múrids. Viu a Djibouti, Eritrea, l'est d'Etiòpia i el centre de Somàlia. Els seus hàbitats naturals són les planes rocoses, els herbassars situats a poca altitud i les sabanes seques. Es desconeix si hi ha cap amenaça significativa per a la supervivència d'aquesta espècie.
L'espècie fou anomenada en honor del metge i caçador britànic Henry Nason Dunn.